# Ponte da Confederação
Ponte Confederation (francês: Pont de la Confédération; português: Ponte da Confederação) é uma ponte sobre a passagem Abegweit do estreito de Northumberland, ligando a ilha do Príncipe Eduardo com o continente em Nova Brunswick, Canadá. Foi comumente referido como a "Ligação Fixa" por residentes da ilha do Príncipe Eduardo antes da sua nomeação oficial. A construção durou entre 1993 e 1997, custando US$ 1,3 bilhões. A ponte de 12,9 quilômetros foi inaugurada em 31 de Maio de 1997.

## Estrutura
A ponte é uma estrada de duas vias, a ponte que leva a Trans-Canada Highway entre Borden-Carleton, a Ilha Princípe Edward I (na Rota 1) e Cabo Jourimain, Novo Brunswick (na Rota 16).

## Construção

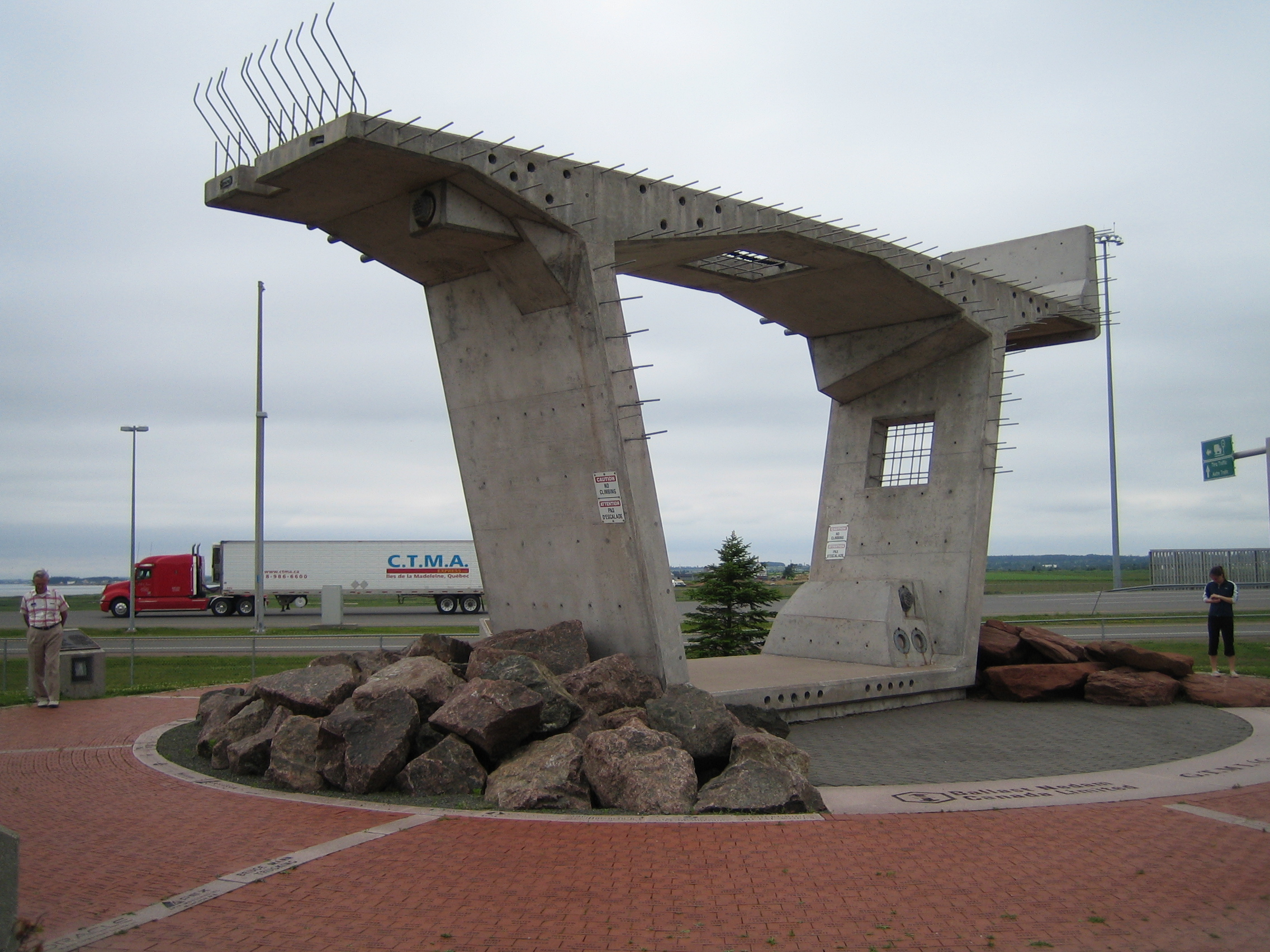
Um pilar semelhante ao da Ponte Confederation em exibição permanente.

Diversas propostas de uma ligação fixa em todo o Estreito Northumberland possam ser rastreados, tanto para trás como o 1870s, quando a província do sistema ferroviário foi desenvolvida. Posteriormente propostas surgiram durante eleições federais no fim dos anos 1950 e início dos anos 1960. O ebb e fluxo de apoio público a uma ligação fixa foi indirectamente ligada à variação dos níveis de investimentos federais em ferry navio a vapor e de ligações à província, ao longo dos anos, finalmente culminando numa proposta em meados da década de 1980 que resultou na actual ponte a ser construídos e abandonou o sistema "ferry boat".
A construção foi iniciada pelo Estreito de Desenvolvimento Crossing Inc. no outono de 1993, começando com a preparação do estadiamento instalações. Ponte componentes foram construídos durante todo o ano, a partir de 1994 Verão de 1996, ea colocação de componentes começou a cair em queda 1996 até 1994. Abordagem estradas, praças e último trabalho portagens sobre a estrutura continuou até à Primavera de 1997, a um custo total estimado de US $ 1 bilhão. 
Todos os componentes foram ponte construída em terra, no fim-construído estadiamento estaleiros localizados na orla costeira em Amherst Head, frente ao Porto Borden apenas a leste da cidade e ferry docas, e uma instalação situada no interior Bayfield, Nova Brunswick cerca de 3 km (1,9 milhas) a oeste de Cabo Tormentine. O chefe Amherst estadiamento mecanismo foi onde todas as grandes componentes foram construídos, incluindo o cais bases, gelo escudos, principal spans, e solte-nos spans. Bayfield O mecanismo foi utilizado para a construção de componentes para o próximo-shore pontes que foram ligadas usando um lançamento truss se estende por quase 2 km águas rasas (1,2 mi) da costa da Nova Brunswick, e .5 km (0,3 mi) a partir de Prince Edward Ilha shore. 
Extremamente duráveis de alto grau betão e aço reforçando foi utilizado durante todo o período de pré-construção de componentes expressos, com a estimativa da vida útil da ponte a ser superiores a 100 anos. A sua dimensão e peso exigido o reforço da base do solo durante a concepção e preparação para o trabalho Amherst Chefe estadiamento instalação, bem como a utilização de um rastreador sistema de transporte para se deslocar a fabricação de peças de armazenamento, e sobre um cais perto. Estes indexador transporta, utilizando especialmente concebido teflon revestida de betão carris, ganhou a alcunha de lagostas trabalhadores. 
Todos os principais componentes foram levantadas a partir da instalação Amherst Chefe estadiamento, transportados, e colocados em Abegweit Passage usando o HLV Svanen, um dinamarquês-construído carga pesada catamarã, que durante a construção da ligação fixa foi noticiado o homem mais alto-estrutura realizados no província. HLV Svanen era costume-construído para a utilização do Grande Belt Bridge no início dos anos 1990, na Dinamarca o maior da construção projeto, e foi modificado em um estaleiro naval francês antes de trabalhar sobre o Estreito Northumberland Projeto Travessia. Após a colocação da última componente importante e conclusão da ponte na estrutura Abegweit Passagem em 19 de novembro de 1996, HLV Svanen retornou à Dinamarca para utilização na construção da ponte de Øresund. 
A construção da ligação fixa necessários mais de 5000 trabalhadores vão de trabalhadores especializados e ofícios, para engenheiros, gestores e inspectores. O impacto económico de construção em Prince Edward Island foi substancial, com o PIB provincial subida superior a 5% durante a construção, proporcionando um boom económico de curto prazo para a Ilha. 

### Abertura oficial
A abertura oficial para a ponte teve lugar no dia 31 de maio de 1997 com a primeira travessia de tráfego em cerca 17h00 ADT nacionalmente televisionado na sequência de uma cerimônia que verbalizar a cooperação transfronteiriça e incluiu uma sailpast da escuna Bluenose II Guarda Costeira canadense e de vários navios, por um viaduto, o Snowbirds, emocional e uma despedida para os ferries que fez sua amada final das passagens que noite. Estima-se que quase 7.5000 pessoas participaram de um passeio pela ponte durante a hora imediatamente antes da abertura para o tráfego. 
No dia seguinte à abertura da ponte, ferry operador Marinho do Atlântico eliminados dos seus quatro navios. Os terminais de ferry e docas, em ambos os portos foram removidos durante o Verão de 1997. 

## Nomenclatura

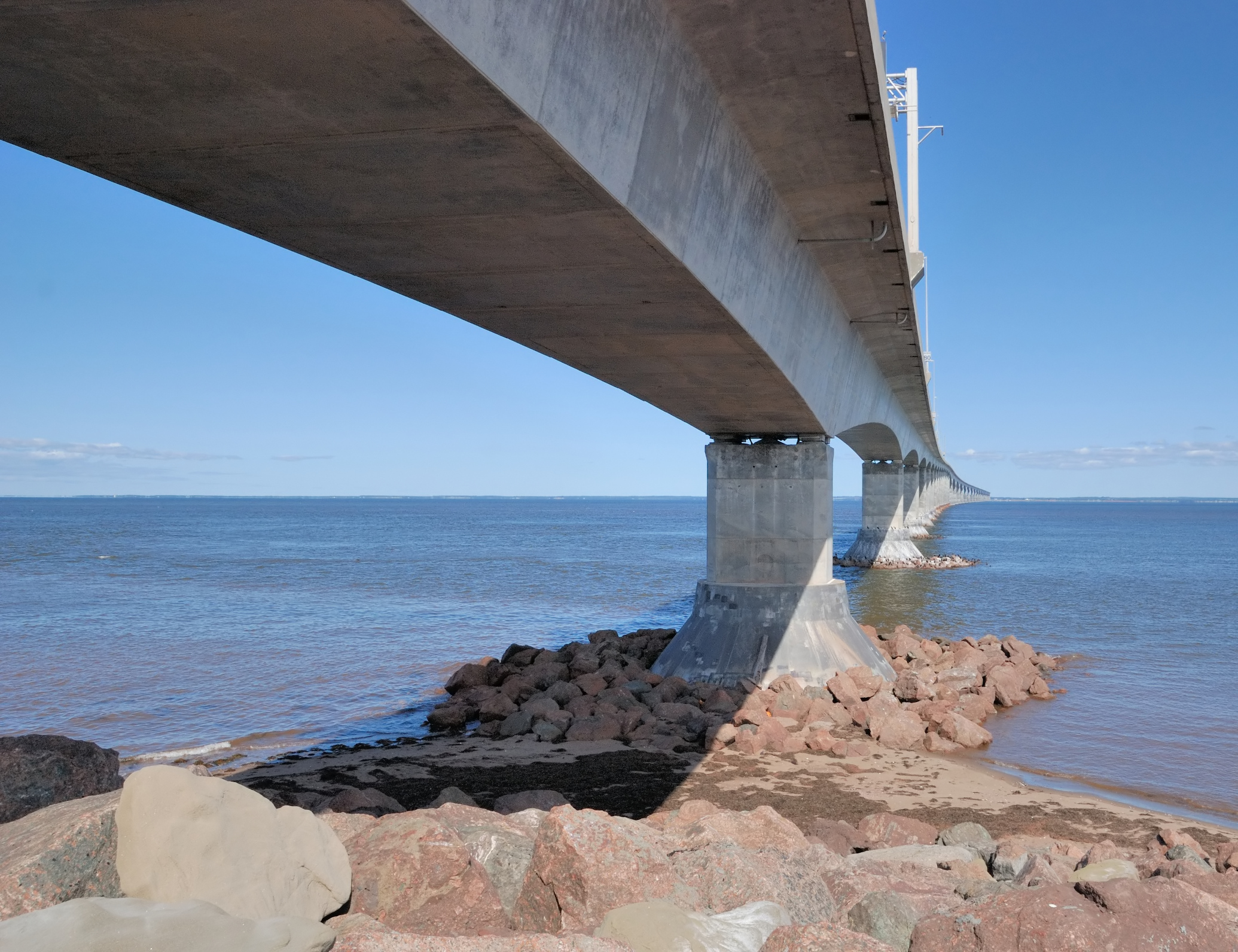
Vista de baixo da Ponte da Confederação.

A ponte sobre o nível .Since Nova Brunswick da Ilha-cunhado apelido "Fixed Link" não foi considerada adequada, e ao governo federal-cunhado projecto nome "Northumberland Estreito Crossing Project" foi considerada estranha, havia a necessidade de um nome formal para a estrutura. Ao longo da construção, o governo federal recebeu sugestões de nomes e em 27 de setembro de 1996 o nome de "Ponte Confederação" foi escolhido. 
No entanto, numa altura em que a unidade nacional tinha acabado de ser postas em causa a razor-thin resultados do referendo Quebec 1995, o governo federal optou por uma "bilinguagem" adequado e nacionalmente aceito, politicamente correcto nome do Canadá há mais tempo para a ponte que liga o continente parte do país para a província onde as primeiras reuniões na Conferência Charlottetown em setembro de 1864 levou a Confederação da América do Norte Britânica.  
O Presidente da Irlanda, Mary McAleese, durante uma visita ao Canadá estado em 1998, previsto para a ponte como o "Span de Green Gables". 

## Funcionamento

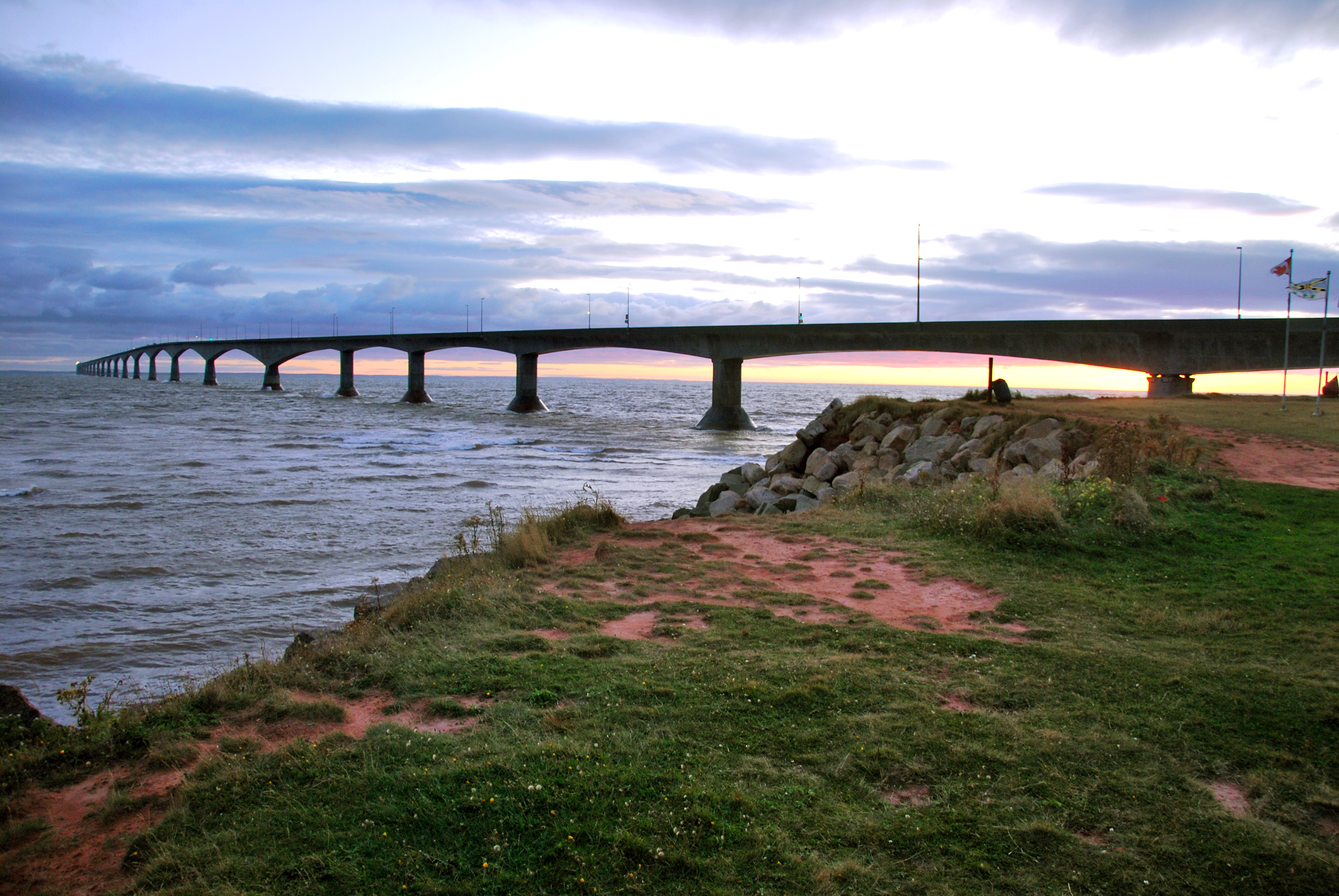
Ponte Confederation ao entardecer.

A ponte é operada pelo Estreito Bridge Crossing Limited (SCBL), uma filial da Travessia do Estreito de Desenvolvimento Inc. consórcio que construiu a estrutura. SCBL privada gerencia, mantém e opera a ponte até 2032, data após a qual essas operações serão transferidas para o Governo do Canadá. 
O governo do Canadá concordou com um pagamento anual de cerca de US $ 44 milhões para 33 anos para Estreito Travessia Desenvolvimento Inc., sendo esta a subvenção que foi anteriormente paga a Marinha Atlântico para cobrir as perdas do sistema ferry. Estes pagamentos são, na realidade, uma hipoteca e estão sendo usados pelo dono da obra para construção amortizar os custos. Em 2032 a ponte da propriedade destes vir a reverter para o governo federal. 
As portagens são pagas apenas na saída de  Prince Edward Island, a actual taxa de portagem é de R $ 41,50 para os dois eixos um automóvel, com outras taxas para diferentes tipos de veículos. 